# Jerry Catena
Gerlando Vito Catena, detto Jerry (Newark, 2 gennaio 1902 – febbraio 2000), è stato un mafioso statunitense, importante membro della famiglia Genovese durante gli anni '50 e '60, assieme a Thomas Eboli, Philip Lombardo e Michele Miranda.
È stato il vicecapo della famiglia dal 1957 al 1972.

## Gli inizi
Gerlando Vito Catena nasce il 2 gennaio 1902 a Newark nel New Jersey, da genitori appena emigrati dalla Sicilia. All'inizio degli anni venti viene fatto uomo d'onore nella famiglia Masseria, dove lavora col gruppo di Willie Moretti, Settimo Accardi e Joe Adonis. Allo scoppio della Guerra castellammarese si schiera con Lucky Luciano, di cui è un fedelissimo.
In questo periodo diventa uno dei migliori soldati del gruppo di Vito Genovese, con cui stringe una forte amicizia. Alla fine della guerra castellammarese Luciano è il nuovo capo della famiglia, e nomina Genovese suo vice. Catena diventa così l'uomo di fiducia di Genovese nel New Jersey. Catena risiede con sua moglie al 21 di Overhill a South Orange un piccolo centro del New Jersey. I suoi primi arresti risalivano al 1923 per rapina, sospetto omicidio, corruzione di giurati federali, e contrabbando di alcol.
Nel 1937 Vito Genovese divenuto il reggente della famiglia pochi mesi prima, dopo la condanna di Lucky Luciano, è costretto a rifugiarsi in Italia, perché accusato di un precedente omicidio. Così con la momentanea uscita di scena di Genovese, Frank Costello diventa il reggente della famiglia, con la benedizione di Luciano che continua a comandare tranquillamente dal carcere. Nel 1946, Lucky Luciano viene espulso e rimandato in Italia, e così Costello diventa ufficialmente il boss della famiglia Luciano. La prima cosa che fa è quello di diminuire il potere, agli uomini di fiducia di Genovese, tra cui lo stesso Catena ed i suoi uomini.
Sempre nel 1946 Genovese torna in America e al suo ritorno viene retrocesso da naturale erede di Luciano alla guida della famiglia, a capodecina. Così lo stesso Catena, Michele Miranda, Thomas Eboli, Philip Lombardo e Anthony Strollo appoggiano e sostengono Vito Genovese nell'eliminare Costello, prima uccidendo il suo vicecapo Willie Moretti nel 1951 ed in seguito nel 1957 attentando alla vita dello stesso Costello, che lascerà il trono a Vito Genovese.

## Gli anni da vicecapo e la riunione di Appalachin
Vito Genovese nomina vicecapo della famiglia Catena, che oramai è uno dei mafiosi più potenti della nazione, e continua a guidare i lucrativi racket del New Jersey. Nel 1957 Catena è uno dei partecipanti alla Riunione di Apalachin. Nel 1959 Vito Genovese viene arrestato è condannato a una lunga pena detentiva. Così a guidare la famiglia sempre con il beneplacito di Genovese ci sono Thomas Eboli come reggente provvisorio, assieme allo stesso Catena sempre come vicecapo e Michele Miranda e Philip Lombardo come consiglieri.
Questa amministrazione continuerà a guidare la famiglia per tutti gli anni sessanta e l'inizio degli anni settanta. Catena sarà incriminato nel 1970 e sconterà un anno di prigione dal 1971 al 1972.

## Il pensionamento e la morte
Dopo il suo rilascio dalla prigione alla fine del 1972, a causa di una malattia Catena decide di ritirarsi a vita privata e nello stesso anno si trasferisce nella sua residenza in Florida.
Gerlando Vito Catena muore di cause naturali nel febbraio del 2000, all'età di 98 anni.